# Enmiendas a la Constitución de Venezuela de 1999
La siguiente es una lista completa de las enmiendas de la Constitución de Venezuela. En esta lista aparecen las enmiendas que fueron sancionadas por la Asamblea Nacional de Venezuela y entraron en vigencia después de su aprobación en Referéndum constitucional de Venezuela de 2009. El procedimiento está controlado por Artículo 340 de la Constitución de Venezuela de 1999: 

La enmienda tiene por objeto la adición o modificación de uno o varios artículos de esta Constitución, sin alterar su estructura fundamental.
-CRBV

## Enmiendas
| #       | Enmiendas                                                                 | Fecha de la propuesta | Fecha de la promulgación | Texto completo |
| ------- | ------------------------------------------------------------------------- | --------------------- | ------------------------ | -------------- |
| Primera | Elimina los límites de reelección a todos los cargos de elección popular. | 15 de febrero de 2009 | 19 de febrero de 2009    | Texto completo |

## Enláces Externos
- Constitución de 1999

- Datos: Q6429715